# Rally Acrópolis de 2022
El Rally Acrópolis de 2022, oficialmente 66. EKO Acropolis Rally Greece, fue la sexagésimo sexta edición y la décima ronda de la temporada 2022 del Campeonato Mundial de Rally. Se celebró del 8 al 11 de septiembre y contó con un itinerario de dieciséis tramos sobre tierra que sumaron un total de 306,65 km cronometrados. Fue también la novena ronda de los campeonatos WRC2 y WRC 3.
El ganador de la prueba fue el belga Thierry Neuville quien en un hecho histórico para el Hyundai Shell Mobis WRT lideró el primer 1-2-3 de la estructura coreana en el Campeonato Mundial de Rally. Ott Tänak terminó en la segunda posición descontandole puntos al líder del campeonato, Kalle Rovanperä que apenas pudo sumar un puñado de puntos, mientras que el último escalon del podio lo ocupó Dani Sordo quien en su tercera participación en la temporada consigue su tercer podio. Además de haber logrado bloquear el podio con sus pilotos, Hyundai logró su tercera victoria consecutiva en el campeonato hecho inédito desde su regreso al campeonato en 2014.
En el WRC-2, el finlandés Emil Lindholm se hizo con su segunda victoria de la temporada en una muestra de superioridad. Lindholm lidero la prueba desde el segundo tramo cronometrado hasta el final, superando por más de 30 segundos a su compañero de equipo Nikolay Gryazin y por más de tres minutos al chipriota Alexandros Tsouloftas.
En el WRC-3 Open, el paraguayo Diego Domínguez Jr consiguió en Grecia su primera victoria de la temporada y la primera en la categoría para un piloto paraguayo. El irlandés William Creighton quien marchaba primero pero tuvo que ceder el liderato a Domínguez finalizó en la segunda plaza y el local Epaminondas Karanikolas en su primera prueba en el WRC-3 terminó en la tercera posición. Mientras que el WRC-3 Junior, cuatro pilotos llegaban con posibilidades de hacerse con el título: Sami Pajari, Jon Armstrong, Robert Virves y Lauri Joona, en la primera jornada de competición Pajari se vio obligado a retirarse reenganchandose al día siguiente, Joona perdió tiempo por daños en la suspensión trasera y Armstrong también perdió tiempo al tener que deternerse para cambiar una rueda dejando a Virves con una cómoda ventaja que administro para conseguir la victoria y el título.

## Lista de inscritos
| Num.                       | Piloto                                                        | Copiloto                                                             | Automóvil              | Equipo                           | Neu. |
| -------------------------- | ------------------------------------------------------------- | -------------------------------------------------------------------- | ---------------------- | -------------------------------- | ---- |
| 4                          | Esapekka Lappi                                                | Janne Ferm                                                           | Toyota GR Yaris Rally1 | Toyota Gazoo Racing WRT          | P    |
| 6                          | Dani Sordo                                                    | Cándido Carrera                                                      | Hyundai i20 N Rally1   | Hyundai Shell Mobis WRT          | P    |
| 7                          | Pierre-Louis Loubet                                           | Vincent Landais                                                      | Ford Puma Rally1       | M-Sport Ford WRT                 | P    |
| 8                          | Ott Tänak                                                     | Martin Järveoja                                                      | Hyundai i20 N Rally1   | Hyundai Shell Mobis WRT          | P    |
| 9                          | Jourdan Serderidis                                            | Frédéric Miclotte                                                    | Ford Puma Rally1       | M-Sport Ford WRT                 | P    |
| 11                         | Thierry Neuville                                              | Martijn Wydaeghe                                                     | Hyundai i20 N Rally1   | Hyundai Shell Mobis WRT          | P    |
| 16                         | Adrien Fourmaux                                               | Alexandre Coria                                                      | Ford Puma Rally1       | M-Sport Ford WRT                 | P    |
| 18                         | Takamoto Katsuta                                              | Aaron Johnston                                                       | Toyota GR Yaris Rally1 | Toyota Gazoo Racing WRT NG       | P    |
| 19                         | Sebastien Loeb                                                | Isabelle Galmiche                                                    | Ford Puma Rally1       | M-Sport Ford WRT                 | P    |
| 33                         | Elfyn Evans                                                   | Scott Martin                                                         | Toyota GR Yaris Rally1 | Toyota Gazoo Racing WRT          | P    |
| 42                         | Craig Breen                                                   | Paul Nagle                                                           | Ford Puma Rally1       | M-Sport Ford WRT                 | P    |
| 44                         | Gus Greensmith                                                | Jonas Andersson                                                      | Ford Puma Rally1       | M-Sport Ford WRT                 | P    |
| 69                         | Kalle Rovanperä                                               | Jonne Halttunen                                                      | Toyota GR Yaris Rally1 | Toyota Gazoo Racing WRT          | P    |
| World Rally Championship 2 |                                                               |                                                                      |                        |                                  |      |
| 20                         | Andreas Mikkelsen                                             | Torstein Eriksen                                                     | Škoda Fabia Rally2 Evo | Toksport WRT                     | P    |
| 21                         | Yohan Rossel                                                  | Valentin Sarreaud                                                    | Citroën C3 Rally2      | PH Sport                         | P    |
| 22                         | Teemu Suninen                                                 | Mikko Markkula                                                       | Hyundai i20 N Rally2   | Hyundai Motorsport N             | P    |
| 23                         | [[Archivo:ANA flag (2017).svg\|border\|20px]] Nikolay Gryazin | [[Archivo:ANA flag (2017).svg\|border\|20px]] Konstantin Aleksandrov | Škoda Fabia Rally2 Evo | Toksport WRT 2                   | P    |
| 24                         | Eyvind Brynildsen                                             | Roger Eilertsen                                                      | Škoda Fabia Rally2 Evo | Toksport WRT                     | P    |
| 25                         | Emil Lindholm                                                 | Reeta Hämäläinen                                                     | Škoda Fabia Rally2 Evo | Toksport WRT 2                   | P    |
| 26                         | Chris Ingram                                                  | Craig Drew                                                           | Škoda Fabia Rally2 Evo | Chris Ingram                     | P    |
| 27                         | Bruno Bulacia                                                 | Marc Martí                                                           | Škoda Fabia Rally2 Evo | Bruno Bulacia Wilkinson          | P    |
| 28                         | Georg Linnamäe                                                | James Morgan                                                         | Volkswagen Polo GTI R5 | ALM Motorsport                   | P    |
| 29                         | Fabrizio Zaldivar                                             | Marcelo Der Ohannesian                                               | Hyundai i20 N Rally2   | Hyundai Motorsport N             | P    |
| 30                         | Gaurav Gill                                                   | Gabriel Morales                                                      | Škoda Fabia R5         | Gaurav Gill                      | P    |
| 31                         | Grégoire Munster                                              | Louis Louka                                                          | Hyundai i20 N Rally2   | Grégoire Munster                 | P    |
| 32                         | Martin Prokop                                                 | Michal Ernst                                                         | Ford Fiesta Rally2     | Martin Prokop                    | P    |
| 34                         | Mauro Miele                                                   | Luca Beltrame                                                        | Škoda Fabia Rally2 Evo | Mauro Miele                      | P    |
| 35                         | Armin Kremer                                                  | Timo Gottschalk                                                      | Škoda Fabia Rally2 Evo | Armin Kremer                     | P    |
| 36                         | Jorge Martínez Fontena                                        | Alberto Alvarez Nicholson                                            | Škoda Fabia Rally2 Evo | Jorge Martínez Fontena           | P    |
| 37                         | Jean-Michel Raoux                                             | Laurent Magat                                                        | Volkswagen Polo GTI R5 | Jean-Michel Raoux                | P    |
| 38                         | Jonathan Rieu                                                 | Jules Escartefigue                                                   | Citroën C3 Rally2      | Jonathan Rieu                    | P    |
| 39                         | Frédéric Rosati                                               | Stéphane Prévot                                                      | Hyundai i20 N Rally2   | Frédéric Rosati                  | P    |
| 40                         | Fabrizio Arengi Bentivoglio                                   | Massimiliano Bosi                                                    | Škoda Fabia Rally2 Evo | Fabrizio Arengi Bentivoglio      | P    |
| 41                         | Eduardo Castro                                                | Fernando Mussano                                                     | Škoda Fabia Rally2 Evo | Eduardo Castro                   | P    |
| 43                         | Carlo Covi                                                    | Michela Lorigiola                                                    | Škoda Fabia R5         | Carlo Covi                       | P    |
| 45                         | Diogo Salvi                                                   | Hugo Magalhães                                                       | Škoda Fabia R5         | Diogo Salvi                      | P    |
| 46                         | Miguel Díaz-Aboitiz                                           | Jordi Hereu                                                          | Škoda Fabia Rally2 Evo | Miguel Díaz-Aboitiz              | P    |
| 47                         | Giorgos Kehagias                                              | Dimitris Sainis                                                      | Škoda Fabia Rally2 Evo | Giorgos Kehagias                 | P    |
| 48                         | Panagiotis Roustemis                                          | Christos Bakloris                                                    | Škoda Fabia Rally2 Evo | Panagiotis Roustemis             | P    |
| 49                         | Lambros Athanassoulas                                         | Nikolaos Zakheos                                                     | Hyundai i20 N Rally2   | Lambros Athanassoulas            | P    |
| 50                         | Alexandros Tsouloftas                                         | Ross Whittock                                                        | Volkswagen Polo GTI R5 | Alexandros Tsouloftas            | P    |
| 51                         | Chrisostomos Karellis                                         | Leonidas Mahaeras                                                    | Citroën C3 Rally2      | Chrisostomos Karellis            | P    |
| 52                         | Manos Stefanis                                                | Konstantinos Stefanis                                                | Hyundai i20 N Rally2   | Manos Stefanis                   | P    |
| 53                         | Vassileios Velanis                                            | Ioannis Velanis                                                      | Škoda Fabia Rally2 Evo | Vassileios Velanis               | P    |
| 54                         | Efthimios Halkias                                             | Andreas Vigkos                                                       | Škoda Fabia Rally2 Evo | Efthimios Halkias                | P    |
| 55                         | János Puskádi                                                 | Barnabás Gódor                                                       | Škoda Fabia Rally2 Evo | János Puskádi                    | P    |
| 56                         | George Vassilakis                                             | Konstantinos Soukoulis                                               | Ford Fiesta R5         | George Vassilakis                | P    |
| 57                         | Dionyssis Spanos                                              | Sotiris Gotovos                                                      | Škoda Fabia R5         | Dionyssis Spanos                 | P    |
| World Rally Championship 3 |                                                               |                                                                      |                        |                                  |      |
| 62                         | William Creighton                                             | Liam Regan                                                           | Ford Fiesta Rally3     | Motorsport Ireland Rally Academy | P    |
| 64                         | Diego Domínguez Jr                                            | Rogelio Peñate                                                       | Ford Fiesta Rally3     | Diego Dominguez Jr               | P    |
| 65                         | Epaminondas Karanikolas                                       | Giorgos Kakavas                                                      | Ford Fiesta Rally3     | Epaminondas Karanikolas          | P    |
| 66                         | Panos Ismailos                                                | Allan Harryman                                                       | Ford Fiesta Rally3     | Panos Ismailos                   | P    |
| Fuente: ewrc-results.com   |                                                               |                                                                      |                        |                                  |      |

## Itinerario
| Día                      | Tramo | Nombre                         | Distancia | Ganador de la etapa           | Automóvil                               | Tiempo  | Líder de la general |
| ------------------------ | ----- | ------------------------------ | --------- | ----------------------------- | --------------------------------------- | ------- | ------------------- |
| Día 1 (8 de septiembre)  | -     | Lygaria (Shakedown)            | 3.66 km   | Ott Tänak                     | Hyundai i20 N Rally1                    | 2:37.9  | -                   |
| Día 1 (8 de septiembre)  | SS1   | EKO SSS Olympic Stadium        | 1.95 km   | Thierry Neuville              | Hyundai i20 N Rally1                    | 1:58.4  | Thierry Neuville    |
| Día 2 (9 de septiembre)  | SS2   | Loutraki 1                     | 17.51 km  | Sebastien Loeb                | Ford Puma Rally1                        | 12:26.8 | Sebastien Loeb      |
| Día 2 (9 de septiembre)  | SS3   | Harvati                        | 14.02 km  | Sebastien Loeb                | Ford Puma Rally1                        | 10:34.8 | Sebastien Loeb      |
| Día 2 (9 de septiembre)  | SS4   | Loutraki 2                     | 17.51 km  | Esapekka Lappi Sebastien Loeb | Toyota GR Yaris Rally1 Ford Puma Rally1 | 12:06.9 | Sebastien Loeb      |
| Día 2 (9 de septiembre)  | SS5   | Dafni                          | 18.08 km  | Pierre-Louis Loubet           | Ford Puma Rally1                        | 7:55.6  | Pierre-Louis Loubet |
| Día 2 (9 de septiembre)  | SS6   | Livadia                        | 21.21 km  | Pierre-Louis Loubet           | Ford Puma Rally1                        | 13:01.3 | Pierre-Louis Loubet |
| Día 2 (9 de septiembre)  | SS7   | Bauxites                       | 22.97 km  | Sebastien Loeb                | Ford Puma Rally1                        | 13:50.5 | Sebastien Loeb      |
| Día 3 (10 de septiembre) | SS8   | Pyrgos 1                       | 33.20 km  | Ott Tänak                     | Hyundai i20 N Rally1                    | 25:06.1 | Sebastien Loeb      |
| Día 3 (10 de septiembre) | SS9   | Perivoli 1                     | 17.55 km  | Thierry Neuville              | Hyundai i20 N Rally1                    | 14:54.7 | Thierry Neuville    |
| Día 3 (10 de septiembre) | SS10  | Tarzan 1                       | 23.37 km  | Thierry Neuville              | Hyundai i20 N Rally1                    | 17:13.6 | Thierry Neuville    |
| Día 3 (10 de septiembre) | SS11  | Pyrgos 2                       | 33.20 km  | Thierry Neuville              | Hyundai i20 N Rally1                    | 24:54.1 | Thierry Neuville    |
| Día 3 (10 de septiembre) | SS12  | Perivoli 2                     | 17.55 km  | Dani Sordo                    | Hyundai i20 N Rally1                    | 14:50.1 | Thierry Neuville    |
| Día 3 (10 de septiembre) | SS13  | Tarzan 2                       | 23.37 km  | Ott Tänak                     | Hyundai i20 N Rally1                    | 16:50.8 | Thierry Neuville    |
| Día 4 (11 de septiembre) | SS14  | Eleftherochori 1               | 16.90 km  | Ott Tänak                     | Hyundai i20 N Rally1                    | 10:05.3 | Thierry Neuville    |
| Día 4 (11 de septiembre) | SS15  | Elatia - Rengini               | 11.36 km  | Thierry Neuville              | Hyundai i20 N Rally1                    | 8:00.6  | Thierry Neuville    |
| Día 4 (11 de septiembre) | SS16  | Eleftherochori 2 (Power Stage) | 16.90 km  | Ott Tänak                     | Hyundai i20 N Rally1                    | 9:54.5  | Thierry Neuville    |
| Fuente: ewrc-results.com |       |                                |           |                               |                                         |         |                     |

### Power stage
El power stage fue una etapa de 16.90 km al final del rally. Se otorgaron puntos adicionales del Campeonato Mundial a los cinco más rápidos.
| Pos. | Piloto          | Copiloto        | Coche                  | Equipo                  | Tiempo | Puntos |
| ---- | --------------- | --------------- | ---------------------- | ----------------------- | ------ | ------ |
| 1    | Ott Tänak       | Martin Järveoja | Hyundai i20 N Rally1   | Hyundai Shell Mobis WRT | 9:54.5 | 5      |
| 2    | Kalle Rovanperä | Jonne Halttunen | Toyota GR Yaris Rally1 | Toyota Gazoo Racing WRT | +3.0   | 4      |
| 3    | Craig Breen     | Paul Nagle      | Ford Puma Rally1       | M-Sport Ford WRT        | +6.4   | 3      |
| 4    | Gus Greensmith  | Jonas Andersson | Ford Puma Rally1       | M-Sport Ford WRT        | +11.4  | 2      |
| 5    | Esapekka Lappi  | Janne Ferm      | Toyota GR Yaris Rally1 | Toyota Gazoo Racing WRT | +12.6  | 1      |

## Clasificación final
| World Rally Championship   | World Rally Championship                                      | World Rally Championship                                             | World Rally Championship | World Rally Championship         | World Rally Championship | World Rally Championship | World Rally Championship |
| Pos.                       | Piloto                                                        | Copiloto                                                             | Automóvil                | Equipo                           | Neumático                | Tiempo                   | Puntos                   |
| -------------------------- | ------------------------------------------------------------- | -------------------------------------------------------------------- | ------------------------ | -------------------------------- | ------------------------ | ------------------------ | ------------------------ |
| 1                          | Thierry Neuville                                              | Martijn Wydaeghe                                                     | Hyundai i20 N Rally1     | Hyundai Shell Mobis WRT          | P                        | 3:34:52.0                | 25                       |
| 2                          | Ott Tänak                                                     | Martin Järveoja                                                      | Hyundai i20 N Rally1     | Hyundai Shell Mobis WRT          | P                        | +15.0                    | 18                       |
| 3                          | Dani Sordo                                                    | Cándido Carrera                                                      | Hyundai i20 N Rally1     | Hyundai Shell Mobis WRT          | P                        | +1:49.7                  | 15                       |
| 4                          | Pierre-Louis Loubet                                           | Vincent Landais                                                      | Ford Puma Rally1         | M-Sport Ford WRT                 | P                        | +3:42.2                  | 12                       |
| 5                          | Craig Breen                                                   | Paul Nagle                                                           | Ford Puma Rally1         | M-Sport Ford WRT                 | P                        | +4:09.0                  | 10                       |
| 6                          | Takamoto Katsuta                                              | Aaron Johnston                                                       | Toyota GR Yaris Rally1   | Toyota Gazoo Racing WRT NG       | P                        | +6:21.1                  | 8                        |
| 7                          | Emil Lindholm                                                 | Reeta Hämäläinen                                                     | Škoda Fabia Rally2 Evo   | Toksport WRT 2                   | P                        | +7:46.6                  | 6                        |
| 8                          | [[Archivo:ANA flag (2017).svg\|border\|20px]] Nikolay Gryazin | [[Archivo:ANA flag (2017).svg\|border\|20px]] Konstantin Aleksandrov | Škoda Fabia Rally2 Evo   | Toksport WRT 2                   | P                        | +8:22.7                  | 4                        |
| 9                          | Alexandros Tsouloftas                                         | Ross Whittock                                                        | Volkswagen Polo GTI R5   | Alexandros Tsouloftas            | P                        | +10:53.8                 | 2                        |
| 10                         | Eyvind Brynildsen                                             | Roger Eilertsen                                                      | Škoda Fabia Rally2 Evo   | Toksport WRT                     | P                        | +10:56.7                 | 1                        |
| World Rally Championship 2 |                                                               |                                                                      |                          |                                  |                          |                          |                          |
| 1 (7.)                     | Emil Lindholm                                                 | Reeta Hämäläinen                                                     | Škoda Fabia Rally2 Evo   | Toksport WRT 2                   | P                        | 3:42:38.6                | 25                       |
| 2 (8.)                     | [[Archivo:ANA flag (2017).svg\|border\|20px]] Nikolay Gryazin | [[Archivo:ANA flag (2017).svg\|border\|20px]] Konstantin Aleksandrov | Škoda Fabia Rally2 Evo   | Toksport WRT 2                   | P                        | +36.1                    | 18                       |
| 3 (9.)                     | Alexandros Tsouloftas                                         | Ross Whittock                                                        | Volkswagen Polo GTI R5   | Alexandros Tsouloftas            | P                        | +3:07.2                  | 15                       |
| 4 (10.)                    | Eyvind Brynildsen                                             | Roger Eilertsen                                                      | Škoda Fabia Rally2 Evo   | Toksport WRT                     | P                        | +3:10.1                  | 12                       |
| 5 (11.)                    | Fabrizio Zaldivar                                             | Marcelo Der Ohannesian                                               | Hyundai i20 N Rally2     | Hyundai Motorsport N             | P                        | +5:19.0                  | 10                       |
| 6 (12.)                    | Gaurav Gill                                                   | Gabriel Morales                                                      | Škoda Fabia R5           | Gaurav Gill                      | P                        | +7:49.1                  | 8                        |
| 7 (13.)                    | Andreas Mikkelsen                                             | Torstein Eriksen                                                     | Škoda Fabia Rally2 Evo   | Toksport WRT                     | P                        | +7:53.8                  | 6                        |
| 8 (14.)                    | Martin Prokop                                                 | Michal Ernst                                                         | Ford Fiesta Rally2       | Martin Prokop                    | P                        | +8:13.2                  | 4                        |
| 9 (16.)                    | Lambros Athanassoulas                                         | Nikolaos Zakheos                                                     | Hyundai i20 N Rally2     | Lambros Athanassoulas            | P                        | +9:28.2                  | 2                        |
| 10 (17.)                   | Teemu Suninen                                                 | Mikko Markkula                                                       | Hyundai i20 N Rally2     | Hyundai Motorsport N             | P                        | +10:17.0                 | 1                        |
| World Rally Championship 3 |                                                               |                                                                      |                          |                                  |                          |                          |                          |
| 1 (26.)                    | Diego Domínguez Jr                                            | Rogelio Peñate                                                       | Ford Fiesta Rally3       | Diego Domínguez Jr               | P                        | 4:02:20.1                | 25                       |
| 2 (27.)                    | William Creighton                                             | Liam Regan                                                           | Ford Fiesta Rally3       | Motorsport Ireland Rally Academy | P                        | +49.6                    | 18                       |
| 3 (28.)                    | Epaminondas Karanikolas                                       | Giorgos Kakavas                                                      | Ford Fiesta Rally3       | Epaminondas Karanikolas          | P                        | +1:34.0                  | 15                       |
| 4 (38.)                    | Panos Ismailos                                                | Allan Harryman                                                       | Ford Fiesta Rally3       | Panos Ismailos                   | P                        | +23:26.6                 | 12                       |
| Fuente: ewrc-results.com   |                                                               |                                                                      |                          |                                  |                          |                          |                          |

## Clasificaciones tras el rally
| Posición | Piloto           | Puntos | Cambios de posición |
| -------- | ---------------- | ------ | ------------------- |
| 1        | Kalle Rovanperä  | 207    | Sin cambios         |
| 2        | Ott Tänak        | 154    | Sin cambios         |
| 3        | Thierry Neuville | 131    | Crecimiento         |
| 4        | Elfyn Evans      | 116    | Decrecimiento       |
| 5        | Takamoto Katsuta | 100    | Sin cambios         |

| Posición | Equipo                     | Puntos | Cambios de posición |
| -------- | -------------------------- | ------ | ------------------- |
| 1        | Toyota Gazoo Racing WRT    | 404    | Sin cambios         |
| 2        | Hyundai Shell Mobis WRT    | 341    | Sin cambios         |
| 3        | M-Sport Ford WRT           | 214    | Sin cambios         |
| 4        | Toyota Gazoo Racing WRT NG | 112    | Sin cambios         |